# Streptocarpus bambuseti
Streptocarpus bambuseti är en tvåhjärtbladig växtart som beskrevs av Brian Laurence Burtt. Streptocarpus bambuseti ingår i släktet Streptocarpus och familjen Gesneriaceae. Inga underarter finns listade i Catalogue of Life.